# Jordi Comas Matamala
Jordi Comas Matamala (Juyá, Gerona, 1945 - Playa de Aro, Gerona, 2012) fue un empresario catalán del sector de la hostelería y la restauración.

## Trayectoria empresarial
Su trayectoria empresarial se asocia también a la participación activa en el ámbito de la representación empresarial. Desde 1996 ejerció diferentes cargos en instituciones relevantes de la demarcación de Gerona, entre las que destacan la presidencia de la Federación de Organizaciones Empresariales de Gerona (FOEG), desde 2009, y la vocalía de la Junta Directiva de la CEOE, entre otros.
Fue fundador y vicepresidente de la Comunidad Turística de la Costa Brava (1976-1978), miembro de la Cámara de Comercio de San Felíu de Guíxols (1982-1986), presidente de Skål International Gerona (1988-1992), presidente de Skål International España (1995-1997), vicepresidente mundial de Skål International (1997-2006), vicepresidente de la Cámara de Comercio de Sant Feliu de Guíxols (1996-2009), vicepresidente del Consejo de Turismo de las Cámaras de Cataluña (2001-2009), miembro de la directiva de Fomento del Trabajo Nacional (2006-2009), y vicepresidente de la Federación Provincial de Gerona (1999-2009).
En 2012 recibió la Medalla al Trabajo President Macià de la Generalidad de Cataluña, y en 2015 se fundó en su honor la Fundació Jordi Comas i Matamala, de promoción del sector turístico en Gerona.

## Trayectoria política
En el ámbito político, fue concejal y teniente de alcalde de Playa de Aro entre 1970 y 1979. Como concejal, impulsó diferentes iniciativas turísticas y tuvo un papel importante en la consolidación de la Costa Brava como destino turístico.
En 1976 fue socio fundador, accionista y consejero del Patronato de Turismo Costa Brava Gerona.
Tras el franquismo, militó en Convergencia Democrática de Cataluña (CDC).

## Filantropía
Fue socio fundador del periódico El Punt-Avui y colaboró con Presència. Asimismo, fue accionista de Hermes Comunicacions, editor de El Punt-Avui, fundador de Ràdio Costa Brava y Ona Catalana, y socio fundador del Centro de Estudios Técnicos Turísticos de Barcelona.

## Fallecimiento
Murió asfixiado en el asalto de unos ladrones a su domicilio en Playa de Aro.
- Datos: Q21480009

1. ↑  «Jordi Comas i Matamala». Enciclopèdia.cat. Consultado el 2 de septiembre de 2023.
2. ↑  «Història de la FOEG». Federació d'Organitzacions Empresarials de Girona. Consultado el 2 de septiembre de 2023.
3. ↑  «La Generalitat concede a Jordi Comas la Medalla al trabajo a título póstumo». La Vanguardia. 20 de noviembre de 2012. Consultado el 2 de septiembre de 2023.
4. ↑  Torramadé, Carles (25 de abril de 2015). «Neix la Fundació Jordi Comas de promoció del sector turístic a Girona». Diari de Girona (en catalán). Consultado el 2 de septiembre de 2023.
5. ↑  «Jordi Comas, presidente de la patronal de Girona, fallece asfixiado en su casa tras ser atracado por unos ladrones». La Vanguardia. 19 de noviembre de 2012. Consultado el 2 de septiembre de 2023.